# PGC 16670
LEDA/PGC 16670 ist eine Spiralgalaxie vom Hubble-Typ Sc im Sternbild Dorado am Südsternhimmel, die schätzungsweise 208 Millionen Lichtjahre von der Milchstraße entfernt ist. Gemeinsam mit PGC 16640 bildet sie ein gravitativ gebundenes Galaxienpaar und mit NGC 1706 und NGC 1771 die kleine Galaxiengruppe LGG 125.
Die Typ-Ia-Supernova SN 2006aw wurde hier beobachtet.